# Hopea inexpectata
Hopea inexpectata là một loài thực vật họ Dầu. Nó là loài đặc hữu của quốc đảo Papua New Guinea. 